# OK Denseln
OK Denseln är en svensk orienteringsklubb som bildades 1950. Den är hemmahörande i Skärblacka. Namnet kommer av sjön Dänseln där sockengränserna för Kimstad, Kullerstad och Vånga möts. Klubbstugan är belägen på en kulle i anslutning till sjön Mårn och Mårängens camping.